# Kościół Narodzenia Najświętszej Maryi Panny w Świeszynie
Kościół Narodzenia Najświętszej Maryi Panny – rzymskokatolicki kościół parafialny należący do parafii pod tym samym wezwaniem (dekanat Bobolice, diecezji koszalińsko-kołobrzeskiej, metropolii szczecińsko-kamieńskiej).

## Architektura
Jest to neogotycka świątynia wzniesiona na planie prostokąta w 1886 roku. Kościół został zbudowany z cegły na kamiennej podmurówce. Od strony zachodniej do budowli jest dostawiona wieża. Otwory okienne oraz wejściowe zwieńczone są ostrołukami. Do wyposażenia wnętrza należy zabytkowy świecznik z XVIII wieku. Świątynia została poświęcona w dniu 25 września 1945 roku.